# Muscle abducteur de l'hallux
Ne doit pas être confondu avec le muscle adducteur de l'hallux
Le muscle abducteur de l'hallux (Musculus abductor hallucis) ou anciennement muscle adducteur du gros orteil est un muscle du membre inférieur situé sur le bord médial la face plantaire du pied.

## Terminologie
Sur les ouvrages d’anatomie plus anciens il était appelé muscle adducteur du gros orteil, en effet son action a pour effet de rapprocher le gros orteil de l’axe du corps comme le veut la définition de l’adduction : mouvement qui rapproche un membre de l’axe du corps.
Pour l'anatomie contemporaine, l'axe de référence pour l'adduction et l'abduction au niveau de la main et du pied est l'axe passant au milieu de la main ou du pied passant par le troisième doigt.

## Description
Le muscle abducteur de l'hallux est un muscle aplati et allongé occupant la loge plantaire médiale. Il unit le calcanéus à la phalange proximale de l'hallux.

## Origine
Le muscle abducteur de l'hallux se fixe sur la partie médiale de le processus médial de la tubérosité calcanéenne en arrière de l'insertion du chef interne du muscle carré plantaire, sur l'aponévrose plantaire et sur le rétinaculum des muscles fléchisseurs du pied, sur la cloison intermusculaire qui le sépare en dehors du muscle court fléchisseur de l’hallux, et parfois un faisceau inséré sur le tubercule de la face médiale de l’os naviculaire.

## Trajet
Le muscle abducteur de l'hallux se dirige vers l'avant en suivant le bord médial du pied, dans sa partie inférieure et est responsable du relief du bord du pied. Il fusionne avec le faisceau médial du muscle court fléchisseur de l'hallux.

## Terminaison
Le muscle abducteur de l'hallux s'insère sur le os sésamoïde médial et sur le bord médial de la première phalange.

## Innervation
Le muscle abducteur de l'hallux est innervé par une branche collatérale du nerf plantaire médial.

## Vascularisation
Le muscle abducteur de l'hallux est vascularisé par l'artère plantaire médiale.

## Anatomie fonctionnelle
Le muscle abducteur de l'hallux est abducteur et fléchisseur de la phalange proximale du gros orteil sur le premier métatarsien.

## Galerie

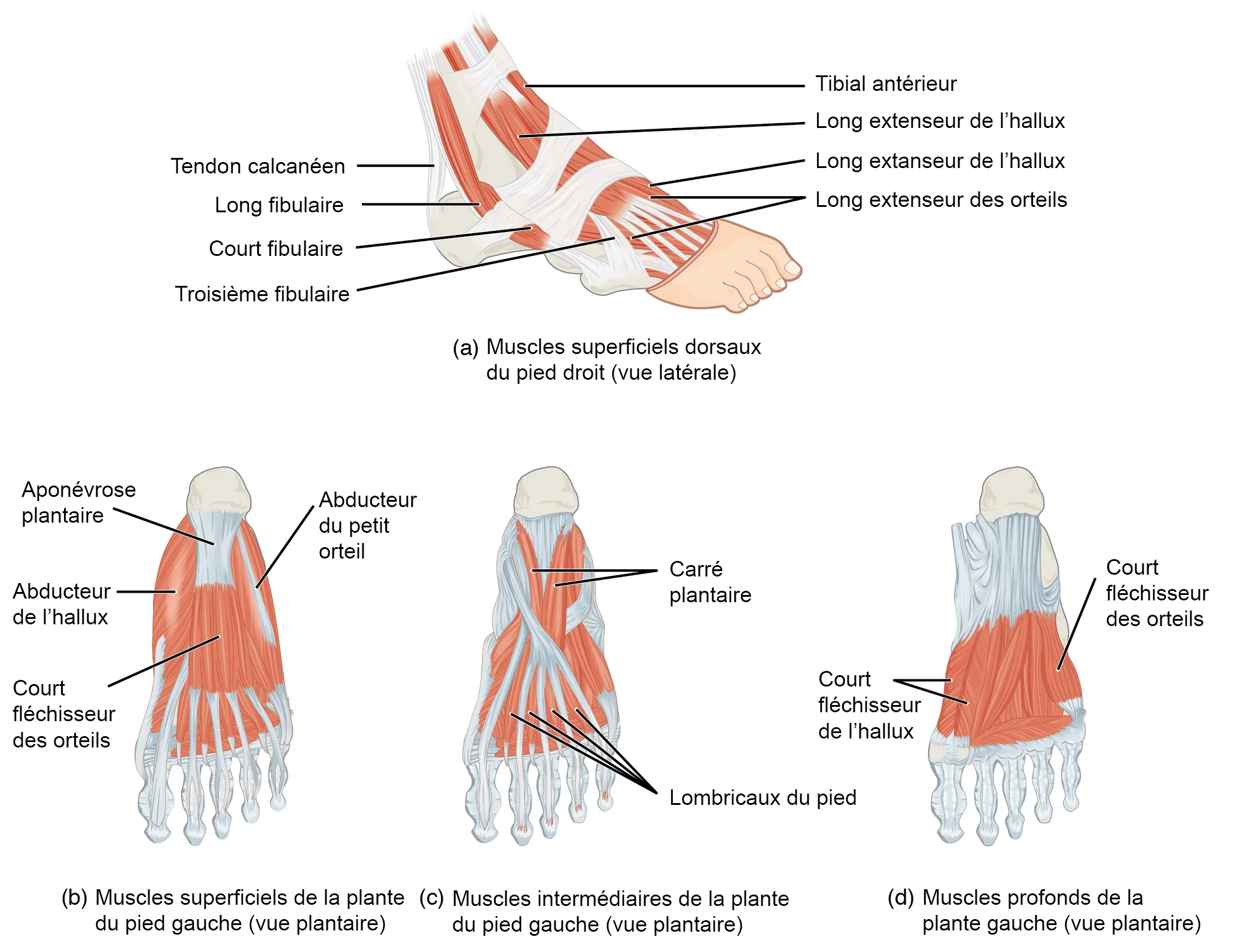
Muscle du pied
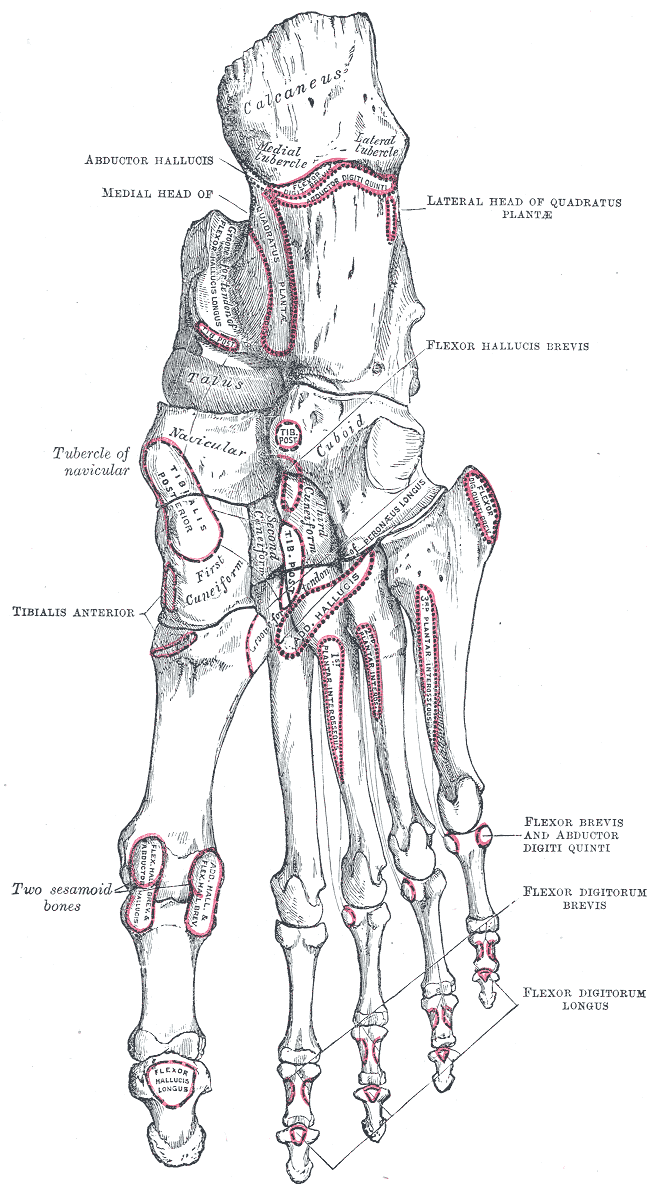
Vue plantaire des os du pied droit
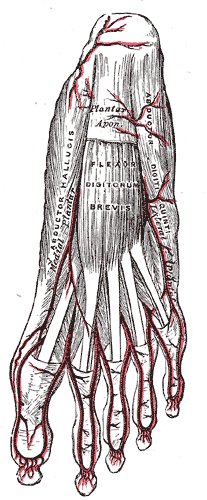
Vascularisation de la face plantaire du pied.
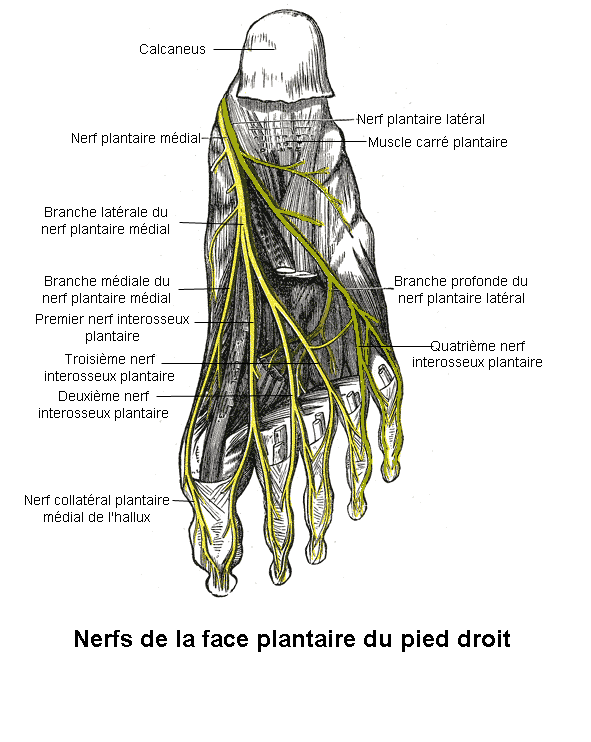
Nerfs de la face plantaire du pied